# Шаркалішаррі
Шаркалішаррі (аккад. Цар усіх царів) — останній цар Аккадської імперії Саргонідів. Син чи можливо онук Нарам-Суена. Правив 23-25 років.
Усе його правління пройшло в постійних війнах за збереження завоювань своїх попередників. Після смерті Нарам-Суена, що ймовірно сталася в битві з ґутіями ці дикі гірські племена вторглися до Аккадської держави і дійшли навіть до Сіппіра неподпалік від самої столиці — Аккаде. Це відомо з надпису вождя ґутіїв Енрідавазіра знайденого в цьому місті. Шаркалішаррі вдалося вигнати ґутіїв з Аккаду, але Верхнє Межиріччя він втратив. З нечисленних надписів відомо про постійні повстання в Шумері та їх придушення, війни з Еламом на сході та аморитами на заході. Дуже важкою була північна війна з племенами гутіїв у боротьбі з якими загинув Нарам-Суен. Своїми постійними нападами вони виснажували імперію. Ціною крайнього напруження усіх сил держави Шаркалішаррі вдалося в цілому відбити ворожі напади, йому навіть вдалося полонити правителя гутіїв Сарлабага. Але також аккадський цар змушений був просити допомоги в еламського владики Пузурін-Шішінаку в обмін на повну незалежність Еламу та титул «царя чотирьох сторін світу». Втім напади кутіїв незабаром досягли й самого Еламу. Але хоч Шаркалішаррі вдалося самому зберегти країну, але одразу ж після його смерті в Аккадській державі розпочалися міжусобиці і вона незабаром розпалася внаслідок внутрішніх конфліктів та зовнішніх нападів, а Межиріччя підкорили гутії. Саме місто Акаде і навіть ряд царів, що вважали себе наступниками Саргонідів уціліло і відомі з історичних документів, але значення і міста і цих правителів було мале.
Щодо внутрішньої політики, то відомо, що як і його батько Шаркалішаррі будував храми у Ніппурі, Вавилоні, Сіппарі. З не зовсім зрозумілих причин, можливо через спротив та негативне сприйняття певними колами суспільства політики Нарам-Суена, Шаркалішаррі не використовує його головного титулу «цар чотирьох сторін світу» та майже не вживає божественного детермінативу дінгір пере своїм іменем. Оскільки в джерелах початку правління кілька раз зустрічаються свідчення про іменування царя богом, то певно пізніше він свідомо відмовляється від присвоєної його попередником божественності.